# Шукламбара
Шукламба́ра Брахмача́ри (IAST: Śuklāmbara Brahmacārī) — кришнаитский святой, живший в Бенгалии в конце XV начале XVI века. Описывается, что Шукламбара «получил всю милость Чайтаньи Махапрабху».
Шукламбара был первым помощником Чайтаньи в проповеди движения санкиртаны в Навадвипе. Когда Чайтанья вернулся из Гаи, получив там духовное посвящение от Ишвары Пури, он некоторое время жил у Шукламбары, желая услышать от него об играх Кришны. 
Шукламбара собирал подаяние, прося рис у обитателей Навадвипы. Следуя обету, он просил милостыню в пяти домах в один день, и что ему давали, то он и ел. Если ему ничего не давали, то он постился. Чайтанья любил есть приготовленный им рис. Говорится, что прежде, во времена игр Кришны во Вриндаване, Шукламбара был одной из жён брахманов, проводивших яджны. Как Кришна просил подаяния у жён этих брахманов, так и Чайтанья просил Шукламбару накормить его. 
В «Чайтанья-чаритамрите» описывается, что Чайтанья в шутку или всерьёз часто просил у Шукламбары пищи, а иногда и просто отнимал её и тут же съедал. Однажды, когда Чайтанья, находясь в духовном экстазе, танцевал, Шукламбара приблизился к нему с сумой для подаяний, в которой находился собранный им рис. Чайтанья тут же выхватил суму у него из рук и съел всё её содержимое.